# Dominique de Flourence
Dominique de Flourence (ou de Florence), né à Toulouse dans la deuxième moitié du XIVe siècle et mort dans la même ville le 17 mars 1422, est un prélat français des XIVe et XVe siècles, évêque d'Albi, de Saint-Pons, puis archevêque de Toulouse.

## Biographie
Dominique de Flourence est issu d'une maison italienne établie à Toulouse depuis un siècle. Il est membre de l'ordre des dominicains et abbé d'Albi et provincial de la province romaine.
Évêque d'Albi de 1379 à 1382, puis évêque de Saint-Pons de 1382 à 1392, il est de nouveau évêque d'Albi de 1392, 1393 ou 1397 jusqu'en 1410. En 1404, il fait un règlement sur les élections consulaires pour le consulat d'Albi et réduit le nombre de consuls à six. En 1409, il assiste au concile de Pise en qualité d'évêque d'Albi.
En 1410, la première année du pontificat de Jean XXIII, il devient archevêque de Toulouse. En 1420, il est nommé président du premier parlement de Toulouse.